# Michaëlskapel (Bonn-Bad Godesberg)
De Michaëlskapel (Duits: Michaelskapelle) is  een kerkgebouw in Bad Godesberg, een Stadtbezirk van Bonn. Het gebouw bevindt zich ongeveer 60 meter ten noordwesten van de bergfried van de sinds 1210 gebouwde Godesburcht.

## Voorgeschiedenis

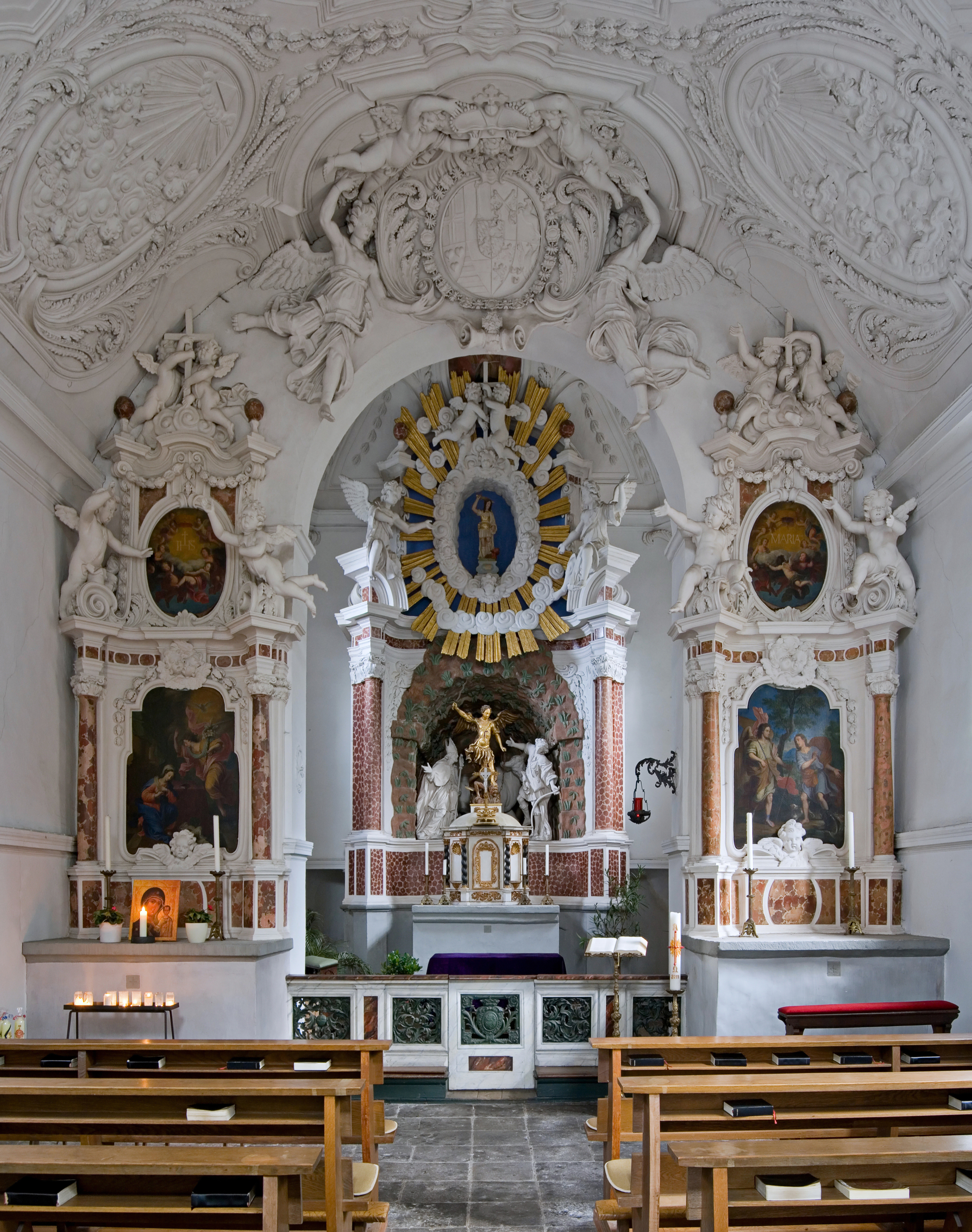
Interieur van de kapel

Voor de bouw van de Godesburcht in 1210 onder de Keulse aartsbisschop Diederik I van Hengebach moest er op de Godesberg een aan de aartsengel Michaël gewijde kerkhofkapel wijken. De cisterciënzer kroniekschrijver Caesarius van Heisterbach bericht in zijn werk Dialogus miraculorum over de afbraak van deze kapel. Tijdens renovaties in de jaren 1960 werden er enkele christelijke graven vrijgelegd, waarvan de oudste dateerden uit de 9e eeuw en waarmee de locatie van de oude kapel bij de burchttoren ongeveer kon worden achterhaald.
In de eerste helft van de 13e eeuw werd, mogelijk in het kader van de uitbreiding van het burgcomplex in 1244, op de plaats van de huidige kapel een nieuwe kapel gebouwd. Alhoewel de afmetingen van deze kapel onbekend zijn, stammen delen van het huidige muurwerk van deze voorganger. Bij de bouw van een voorburcht onder aartsbisschop Walram van Gulik (1332–1349) werd de kapel geïntegreerd in de buitenste versterkingen van het complex, waarmee het mogelijk de functie als christelijk bouwwerk verloor. Met het opblazen van het burchtcomplex in de loop van de Keulse Oorlog in 1583 werd ook de kapel grotendeels verwoest.

## Huidige kapel
In 1660 vond de herbouw van de kapel plaats. Een tekening uit 1663 van de Nederlandse schilder Lambert Doomer toont een intact kerkgebouw in de buurt van de Godesburcht. Van 1697 tot 1699 werd de kapel onder Josef Clemens van Beieren, van 1688 tot 1723 prins-bisschop van Keulen, met een kerkschip vergroot en het interieur van weelderige barokdecoratie voorzien. De kerk werd vanaf 1699 de huiskerk van een enkele jaren daarvoor gestichte Huisridderorde van de Heilige Michaël. De fresco's aan het plafond stammen van de Italiaanse schilder Lazaro Maria Sanguinetti (* 1660-† 1740). Later diende het kerkgebouw ook als plaats van samenkomst voor de burgers van Godesberg en tot 1787 eveneens voor de plechtigheden van de Michaëlsorde.
De kapel verloor aan betekenis toen Clemens August I van Beieren de functie van de kapel als oratorium van de Michaëlorde naar Bonn verplaatste. In zijn residentie, het huidige hoofdgebouw van de universiteit, liet de prins-bisschop enkele ruimten pronkzuchtig inrichten voor de orde, die vervolgens in 1777 aan brand ten prooi vielen.
Toen de Michaëlkapel in 1804 een zelfstandige parochiekerk van Godesberg werd, werd de kerk voorzien van een doopvont en een orgel. Bovendien werd er een vrijstaande houten klokkentoren gebouwd, waarin twee klokken uit geseculariseerde kerken uit Bonn kwamen te hangen.
De snelle toename van de bevolking alsmede de zware weg naar de Michaëlskapel op de Godesberg leidden tot de bouw van een nieuwe parochiekerk aan de voet van de berg. Deze grotere Mariakerk werd op 5 oktober 1862 ingewijd. De barokke kansel, het doopvont en de galerij werden vervolgens uit de kapel verwijderd. Voortaan diende de kapel weer als kerkhofkapel en als statie tijdens de processie op Goede Vrijdag.
Tegenwoordig vinden er bij gelegenheid erediensten en huwelijken in de kapel plaats.

## Afbeeldingen

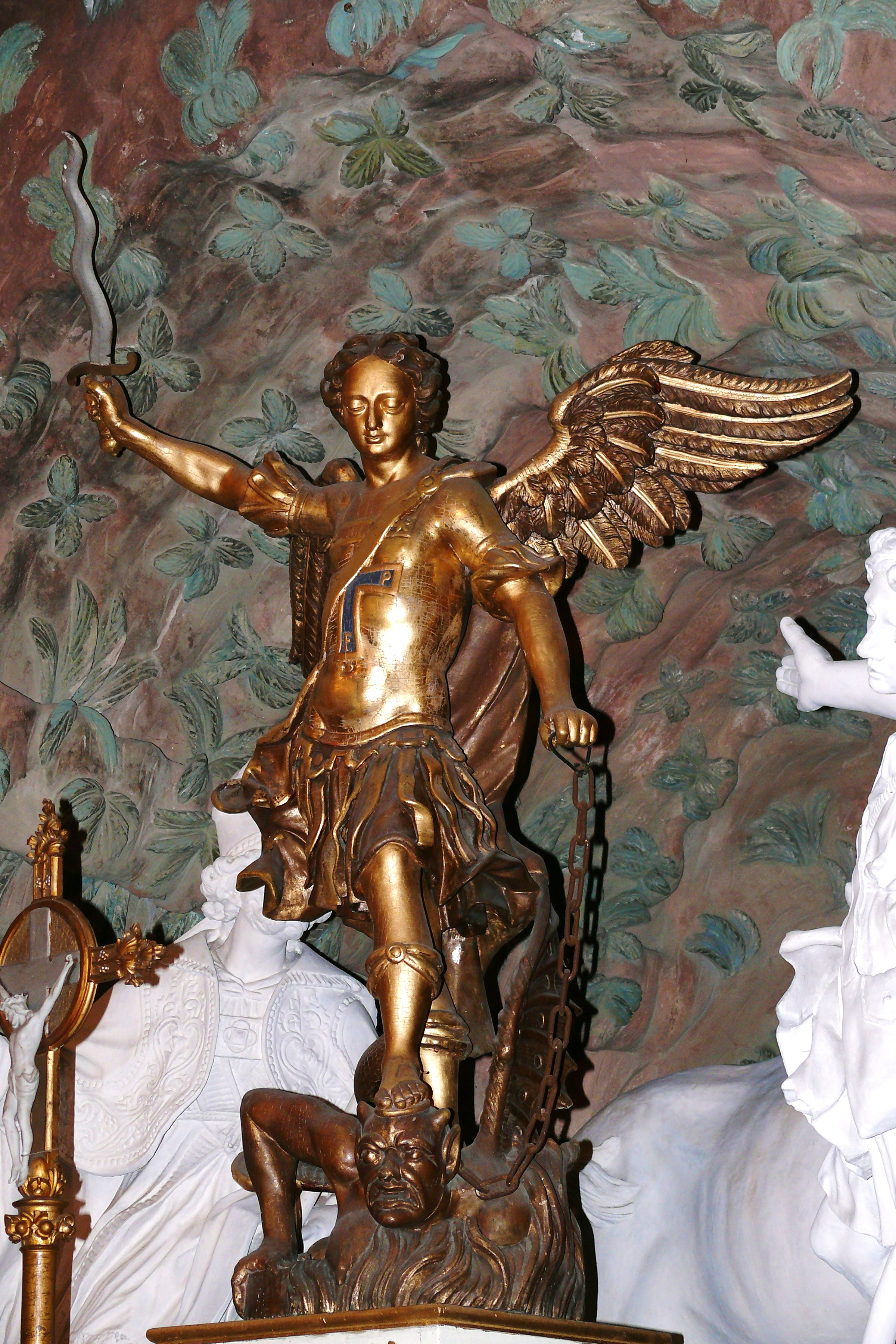
Altaarbeeld van de hl. aartsengel Michaël
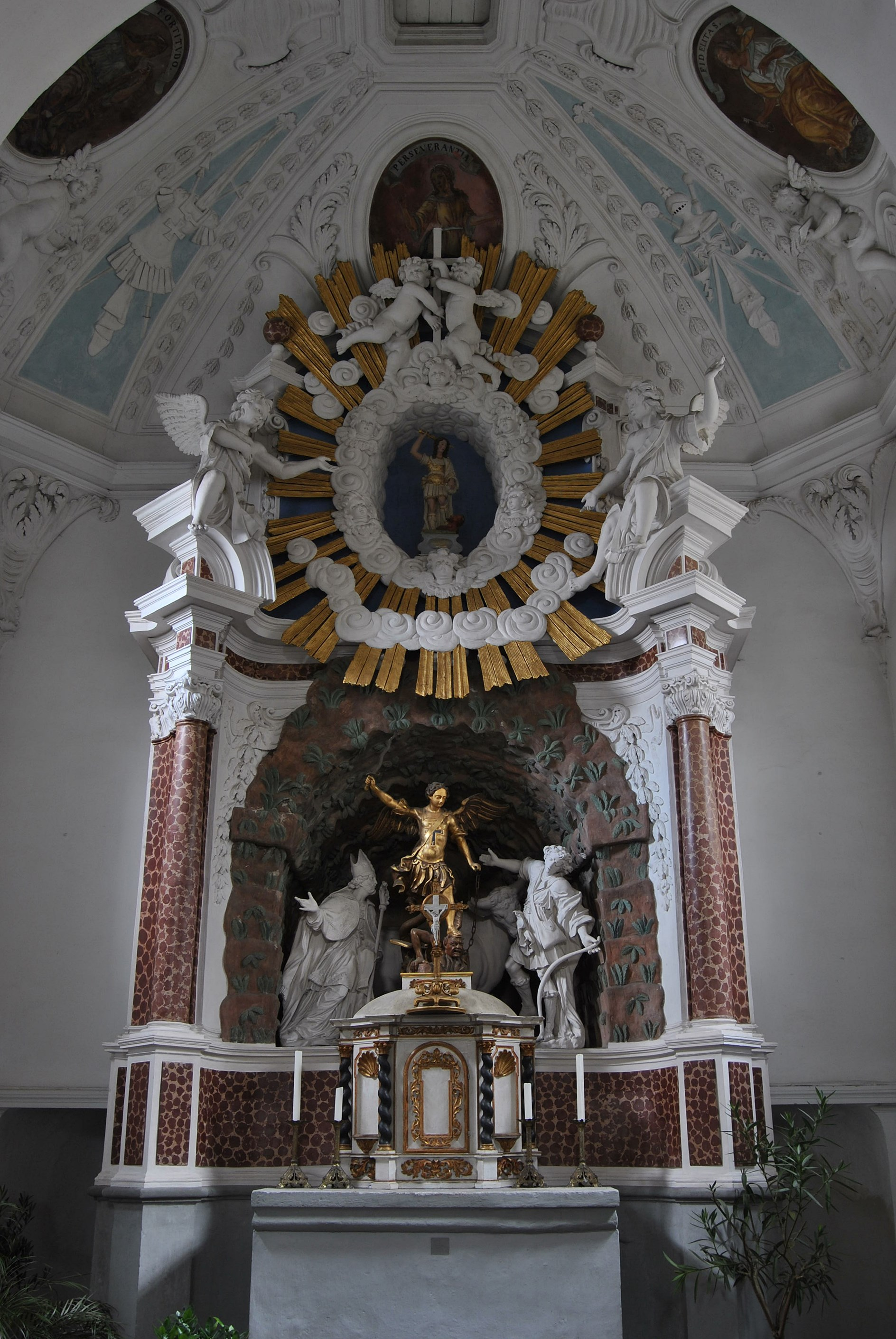
Hoogaltaar
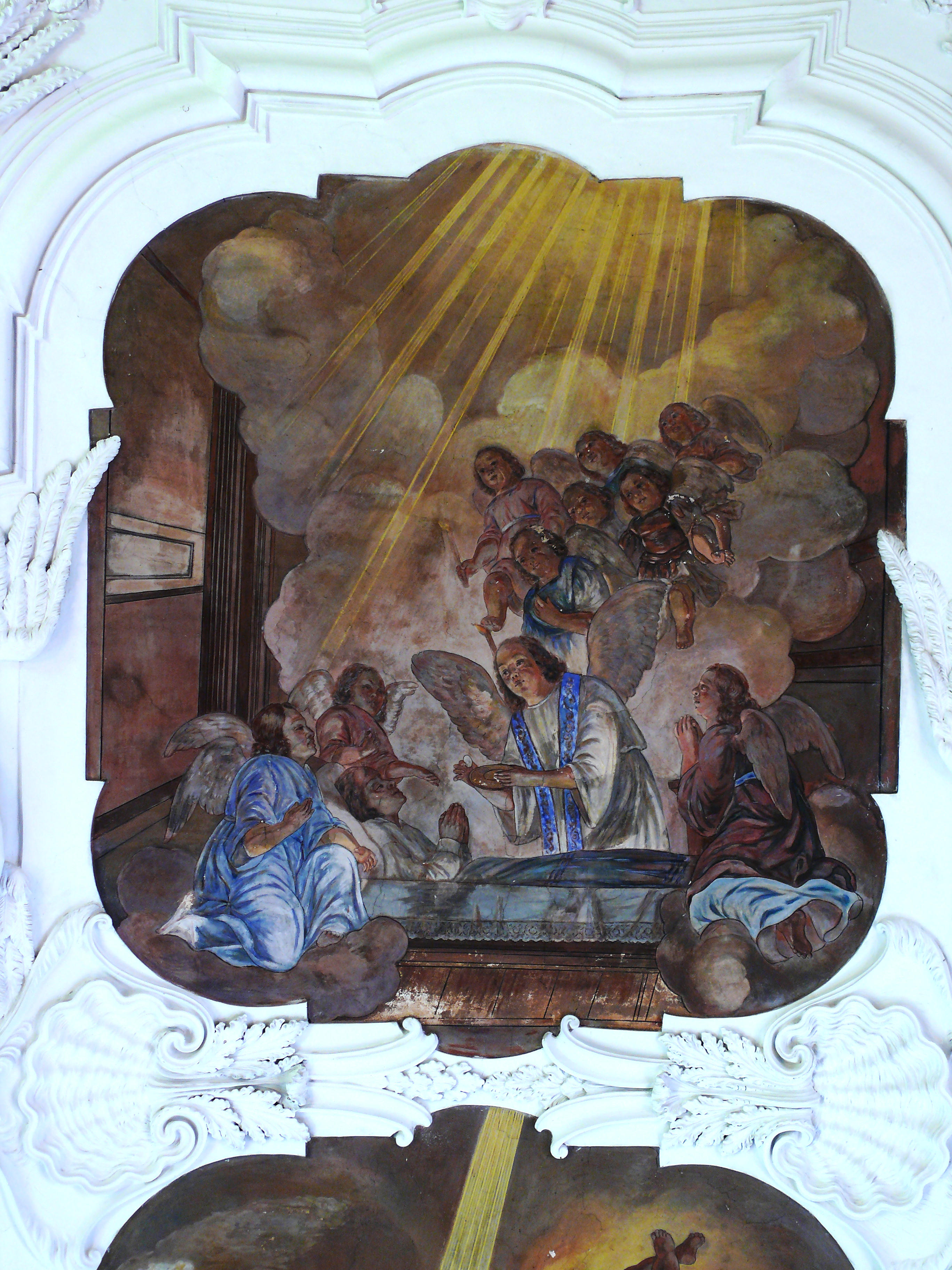
Fresco
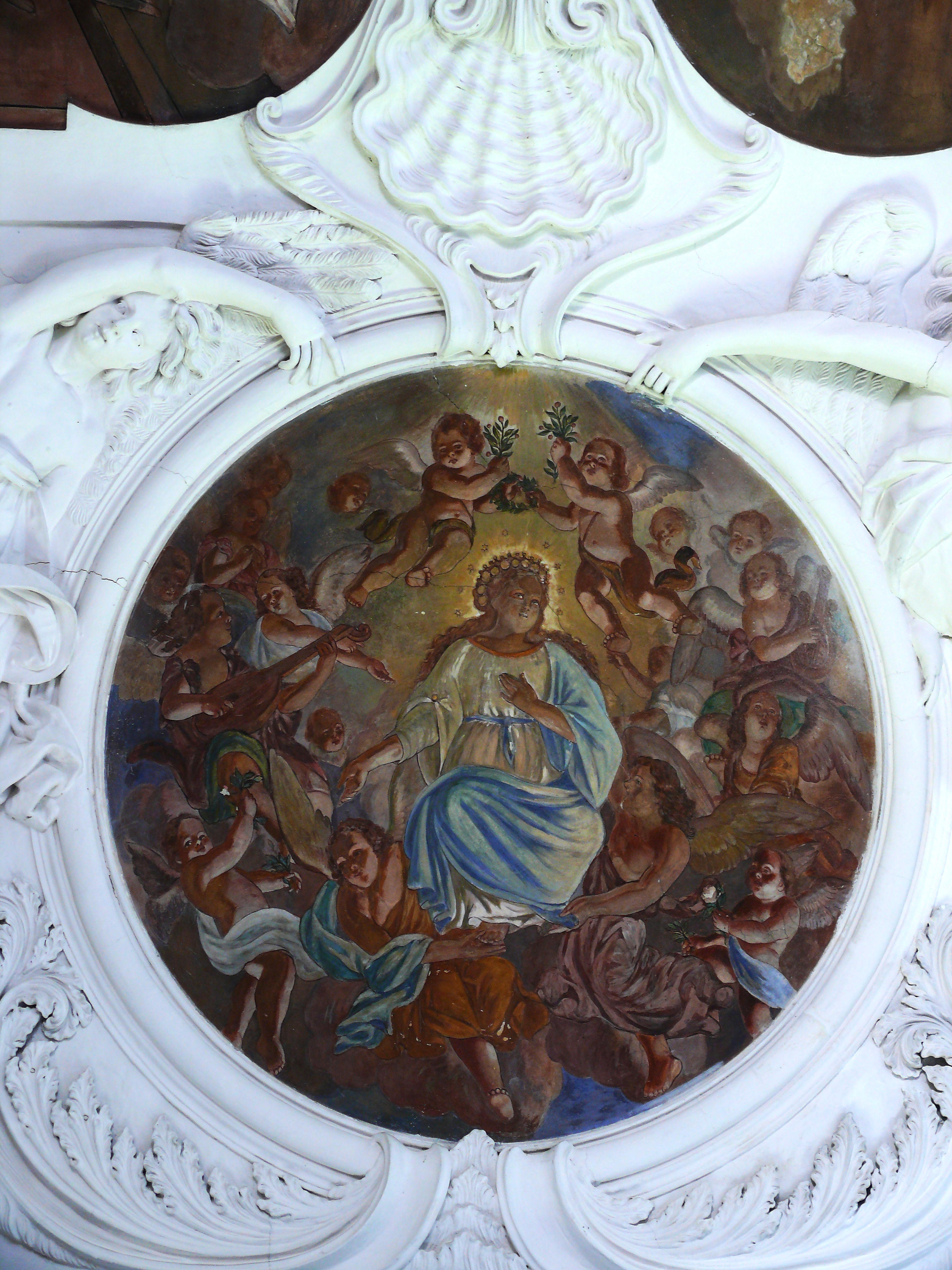
Fresco